# Gare d'Ath Mansour
La gare d'Ath Mansour est une gare ferroviaire algérienne située sur le territoire de la commune d'Ath Mansour, dans la wilaya de Bouira.

## Situation ferroviaire
La gare est située au nord de la ville d'Ath Mansour, sur la ligne d'Alger à Skikda où elle est précédée de la gare d'Ahnif et suivie de celle de Beni Mansour.

## Service des voyageurs

### Desserte
La gare d'Ath Mansour est desservie par les trains régionaux de la liaison Alger - Béjaïa.